# DDR-Fußball-Bezirksliga 1963/64
Die DDR-Bezirksliga wurde mit der Saison 1963/64 zum 12. Mal ausgetragen und war die höchste Spielklasse eines Bezirks sowie nach der Abschaffung der II. DDR-Liga wieder die dritthöchste im Ligasystem auf dem Gebiet des DFV.
Der Spielbetrieb der 15 Bezirksligen wurde vom jeweiligen Bezirksfachausschuss (BFA) durchgeführt, die in acht eingleisigen und sieben zweigleisigen Ligen die Bezirksmeister ermittelten.
Nach dieser Spielzeit gab es wie im Vorjahr keine direkten Aufsteiger in die übergeordnete Liga. Die Bezirksmeister qualifizierten sich für die Aufstiegsrunde zur DDR-Liga, in der dann in drei Gruppen zu je fünf Mannschaften die sechs Aufsteiger ermittelt wurden. Den Aufstieg schafften aus der Gruppe A die TSG Wismar und Empor Neustrelitz, aus der Gruppe B Aktivist Brieske-Ost und Chemie Riesa sowie aus der Gruppe C Motor Rudisleben-Ichtershausen und Motor WEMA Plauen.
Die Betriebssportgemeinschaft (BSG) Motor Eberswalde beendete zum sechsten Mal als Sieger ihre Bezirksliga, was der BSG Motor Hennigsdorf und der BSG Chemie Jena zum fünften Mal gelang. Jena war die einzige Mannschaft, die ihren Bezirksmeistertitel aus dem Vorjahr verteidigen konnte.

## Bezirksmeister
| Bezirk           | Mannschaft                         |
| ---------------- | ---------------------------------- |
| Rostock          | TSG Wismar                         |
| Schwerin         | BSG CM Veritas Wittenberge         |
| Neubrandenburg   | BSG Empor Neustrelitz              |
| Potsdam          | BSG Motor Hennigsdorf              |
| Ost-Berlin       | SG Lichtenberg 47                  |
| Frankfurt (Oder) | BSG Motor Eberswalde               |
| Magdeburg        | BSG Lokomotive Halberstadt         |
| Halle            | BSG Chemie Buna Schkopau           |
| Leipzig          | BSG Aktivist Böhlen                |
| Cottbus          | BSG Aktivist Brieske-Ost           |
| Dresden          | BSG Chemie Riesa                   |
| Karl-Marx-Stadt  | BSG Motor WEMA Plauen              |
| Erfurt           | BSG Motor Rudisleben-Ichtershausen |
| Gera             | BSG Chemie Jena                    |
| Suhl             | BSG Empor Ilmenau                  |

## Aufstiegsrunde zur DDR-Liga-Saison 1964/65
Sechs Mannschaften aus den 15 Bezirksligen stiegen zur nächsten Saison in die DDR-Liga auf. In drei Gruppen zu je fünf Mannschaften, ermittelten die Bezirksmeister die Aufsteiger. Die beiden Erstplatzierten jeder Gruppe stiegen auf.

### Gruppe A
In der Gruppe A spielten die Meister aus den Bezirken Rostock, Schwerin, Neubrandenburg, Potsdam und Frankfurt (Oder).

Abschlusstabelle
| Pl. | Mannschaft                 | Sp. | S | U | N | Tore    | Diff. | Punkte |
| --- | -------------------------- | --- | - | - | - | ------- | ----- | ------ |
| 1.  | TSG Wismar                 | 4   | 2 | 2 | 0 | 008:500 | +3    | 06:20  |
| 2.  | BSG Empor Neustrelitz      | 4   | 2 | 2 | 0 | 003:100 | +2    | 06:20  |
| 3.  | BSG Motor Eberswalde       | 4   | 2 | 1 | 1 | 004:400 | ±0    | 05:30  |
| 4.  | BSG Motor Hennigsdorf      | 4   | 1 | 1 | 2 | 008:600 | +2    | 03:50  |
| 5.  | BSG CM Veritas Wittenberge | 4   | 0 | 0 | 4 | 004:110 | −7    | 0:80   |

Kreuztabelle

Die Kreuztabelle stellt die Ergebnisse aller Spiele dieser Aufstiegsrunde dar. Die Heimmannschaft ist in der linken Spalte aufgelistet und die Gastmannschaft in der obersten Reihe.
| Gruppe A 30. Mai 1964 – 27. Juni 1964 | Gruppe A 30. Mai 1964 – 27. Juni 1964 |     |     |     |     |     |
| ------------------------------------- | ------------------------------------- | --- | --- | --- | --- | --- |
| 1.                                    | TSG Wismar                            |     | –   | 2:0 | –   | 2:1 |
| 2.                                    | BSG Empor Neustrelitz                 | 1:1 |     | –   | 1:0 | –   |
| 3.                                    | BSG Motor Eberswalde                  | –   | 0:0 |     | 1:0 | –   |
| 4.                                    | BSG Motor Hennigsdorf                 | 3:3 | –   | –   |     | 5:1 |
| 5.                                    | BSG CM Veritas Wittenberge            | –   | 0:1 | 2:3 | –   |     |

### Gruppe B
In der Gruppe B spielten die Meister aus den Bezirken Magdeburg, Leipzig, Cottbus, Dresden und Ost-Berlin.

Abschlusstabelle
| Pl. | Mannschaft                 | Sp. | S | U | N | Tore    | Diff. | Punkte |
| --- | -------------------------- | --- | - | - | - | ------- | ----- | ------ |
| 1.  | BSG Aktivist Brieske-Ost   | 4   | 3 | 1 | 0 | 008:400 | +4    | 07:10  |
| 2.  | BSG Chemie Riesa           | 4   | 2 | 1 | 1 | 010:500 | +5    | 05:30  |
| 3.  | BSG Lokomotive Halberstadt | 4   | 2 | 0 | 2 | 007:900 | −2    | 04:40  |
| 4.  | SG Lichtenberg 47          | 4   | 1 | 0 | 3 | 009:110 | −2    | 02:60  |
| 5.  | BSG Aktivist Böhlen        | 4   | 1 | 0 | 3 | 004:900 | −5    | 02:60  |

Kreuztabelle

Die Kreuztabelle stellt die Ergebnisse aller Spiele dieser Aufstiegsrunde dar. Die Heimmannschaft ist in der linken Spalte aufgelistet und die Gastmannschaft in der obersten Reihe.
| Gruppe B 30. Mai 1964 – 27. Juni 1964 | Gruppe B 30. Mai 1964 – 27. Juni 1964 |     |     |     |     |     |
| ------------------------------------- | ------------------------------------- | --- | --- | --- | --- | --- |
| 1.                                    | BSG Aktivist Brieske-Ost              |     | 0:0 | 3:1 | –   | –   |
| 2.                                    | BSG Chemie Riesa                      | –   |     | –   | 4:2 | 5:1 |
| 3.                                    | BSG Lokomotive Halberstadt            | –   | 2:1 |     | –   | 2:0 |
| 4.                                    | SG Lichtenberg 47                     | 2:3 | –   | 5:2 |     | –   |
| 5.                                    | BSG Aktivist Böhlen                   | 1:2 | –   | –   | 2:0 |     |

### Gruppe C
In der Gruppe C spielten die Meister aus den Bezirken Halle, Karl-Marx-Stadt, Erfurt, Gera und Suhl.

Abschlusstabelle
| Pl. | Mannschaft                         | Sp. | S | U | N | Tore    | Diff. | Punkte |
| --- | ---------------------------------- | --- | - | - | - | ------- | ----- | ------ |
| 1.  | BSG Motor Rudisleben-Ichtershausen | 4   | 3 | 0 | 1 | 009:300 | +6    | 06:20  |
| 2.  | BSG Motor WEMA Plauen              | 4   | 2 | 1 | 1 | 006:600 | ±0    | 05:30  |
| 3.  | BSG Empor Ilmenau                  | 4   | 1 | 1 | 2 | 006:700 | −1    | 03:50  |
| 4.  | BSG Chemie Buna Schkopau           | 4   | 1 | 1 | 2 | 006:900 | −3    | 03:50  |
| 5.  | BSG Chemie Jena                    | 4   | 1 | 1 | 2 | 009:110 | −2    | 03:50  |

Kreuztabelle

Die Kreuztabelle stellt die Ergebnisse aller Spiele dieser Aufstiegsrunde dar. Die Heimmannschaft ist in der linken Spalte aufgelistet und die Gastmannschaft in der obersten Reihe.
| Gruppe C 30. Mai 1964 – 27. Juni 1964 | Gruppe C 30. Mai 1964 – 27. Juni 1964 |     |     |     |     |     |
| ------------------------------------- | ------------------------------------- | --- | --- | --- | --- | --- |
| 1.                                    | BSG Motor Rudisleben-Ichtershausen    |     | –   | 3:0 | –   | 2:0 |
| 2.                                    | BSG Motor WEMA Plauen                 | 2:0 |     | –   | –   | 3:2 |
| 3.                                    | BSG Empor Ilmenau                     | –   | 3:0 |     | 0:1 | –   |
| 4.                                    | BSG Chemie Buna Schkopau              | 1:4 | 1:1 | –   |     | –   |
| 5.                                    | BSG Chemie Jena                       | –   | –   | 3:3 | 4:3 |     |